# Australische Cricket-Nationalmannschaft in Pakistan in der Saison 2021/22
Die Tour der australischen Cricket-Nationalmannschaft nach Pakistan in der Saison 2021/22 fand vom 4. März bis zum 5. April 2022 statt. Die internationale Cricket-Tour war Bestandteil der Internationalen Cricket-Saison 2021/22 und umfasste drei Tests, drei One-Day Internationals und zwei Twenty20s. Die Tests waren Teil der ICC World Test Championship 2021–2023, die ODIs der ICC Cricket World Cup Super League 2020–2023. Australien gewann die Test- und Twenty20-Serie mit 1–0, während Pakistan die ODI-Serie mit 2–1 gewann.

## Vorgeschichte
Pakistan bestritt zuvor eine Tour gegen die West Indies, Australien gegen Sri Lanka. Das letzte Aufeinandertreffen der beiden Mannschaften bei einer Tour fand in der Saison 2019/20 in Australien statt. Es ist die erste Tour die Australien in Pakistan seit der Saison 1998/99 absolviert, wobei zuvor mehrere Versuche eine solche zu organisieren unter anderem aus Sicherheitsgründen scheiterten. Am Tag des Beginns des ersten Tests kam es zu einem Anschlag in Peschawar.

## Stadien
Die folgenden Stadien wurden für die Tour als Austragungsort vorgesehen und am 4. Februar 2022 bekanntgegeben. Ursprünglich sollten die One-Day-Spiele und das Twenty20 in Rawalpindi stattfinden, wurden jedoch auf Grund politischer Spannungen in Islamabad am 18. März nach Lahore vergeben.
| Stadion                    | Stadt      | Kapazität | Spiele                       |
| -------------------------- | ---------- | --------- | ---------------------------- |
| National Stadium           | Karachi    | 34.228    | 2. Test                      |
| Gaddafi Stadium            | Lahore     | 60.000    | 3. Test; 1. – 3. ODI; 1. T20 |
| Rawalpindi Cricket Stadium | Rawalpindi | 25.000    | 1. Test                      |

## Kaderlisten
Australien benannte seinen Test-Kader am 7. Februar und seine Limited-Overs-Kader am 22. Februar 2022.
Pakistan benannte seinen Test-Kader am 9. Februar und seinen ODI- und Tenty20-Kader und  am 17. März 2022.
| Test | Test | ODI | ODI | Twenty20 | Twenty20 |
| Pakistan | Australien | Pakistan | Australien | Pakistan | Australien |
| --- | --- | --- | --- | --- | --- |
| - Babar Azam (K) - Mohammad Rizwan (VK, wk) - Abdullah Shafique - Azhar Ali - Faheem Ashraf - Fawad Alam - Haris Rauf - Hasan Ali - Iftikhar Ahmed - Imam-ul-Haq - Mohammad Nawaz - Mohammad Wasim - Naseem Shah - Nauman Ali - Sajid Khan - Saud Shakeel - Shan Masood - Shaheen Afridi - Zahid Mahmood | - Pat Cummins (K) - Steve Smith (VK) - Ashton Agar - Scott Boland - Alex Carey (wk) - Cameron Green - Marcus Harris - Josh Hazlewood - Travis Head - Josh Inglis (wk) - Usman Khawaja - Marnus Labuschagne - Nathan Lyon - Mitchell Marsh - Michael Neser - Mark Steketee - Mitchell Starc - Mitchell Swepson - David Warner | - Babar Azam (K) - Shadab Khan (VK) - Abdullah Shafique - Asif Afridi - Asif Ali - Fakhar Zaman - Haider Ali - Haris Rauf - Hasan Ali - Iftikhar Ahmed - Imam-ul-Haq - Khushdil Shah - Mohammad Haris (wk) - Mohammad Rizwan (wk) - Mohammad Nawaz - Mohammad Wasim - Saud Shakeel - Shahnawaz Dahani - Shaheen Afridi - Usman Qadir - Zahid Mahmood | - Aaron Finch (K) - Sean Abbott - Ashton Agar - Jason Behrendorff - Alex Carey (wk) - Ben Dwarshuis - Nathan Ellis - Cameron Green - Travis Head - Josh Inglis - Marnus Labuschagne - Mitchell Marsh - Ben McDermott - Matt Renshaw - Kane Richardson - Steve Smith - Mitchell Swepson - Marcus Stoinis - Adam Zampa | - Babar Azam (K) - Shadab Khan (VK) - Asif Afridi - Asif Ali - Fakhar Zaman - Haider Ali - Haris Rauf - Hasan Ali - Iftikhar Ahmed - Khushdil Shah - Mohammad Haris (wk) - Mohammad Nawaz - Mohammad Rizwan (wk) - Mohammad Wasim - Shaheen Afridi - Shahnawaz Dahani - Usman Qadir - Zahid Mahmood | - Aaron Finch (K) - Sean Abbott - Ashton Agar - Jason Behrendorff - Alex Carey (wk) - Ben Dwarshuis - Nathan Ellis - Cameron Green - Travis Head - Josh Inglis - Marnus Labuschagne - Mitchell Marsh - Ben McDermott - Kane Richardson - Steve Smith - Mitchell Swepson - Marcus Stoinis - Adam Zampa |

## Tests

### Erster Test in Rawalpindi
| 4. – 8. März Scorecard | Rawalpindi | Pakistan 476-4d (162) & 252-0 (77) | – | Australien 459 (140.1) |
|                        |            | Remis                              |   |                        |

Pakistan gewann den Münzwurf und entschied sich als Schlagmannschaft zu beginnen. Die pakistanischen   Eröffnungs-Batter Abdullah Shafique und Imam-ul-Haq konnten eine Partnerschaft von 105 Runs erzielen, bevor Shafique nach 44 Runs ausschied. Ihm folgte Azhar Ali der zusammen mit Imam-ul-Haq den Tag beim Stand von 245/1 beendete. Am zweiten Tag konnten sie ihre Partnerschaft auf 208 Runs erhöhen, bevor Imam-ul-Haq sein Wicket nach einem Century über 157 Runs aus 358 Bällen verlor. An der Seite von Ali konnte Kapitän Babar Azam 36 Runs erreichen, bevor Mohammad Rizwan auf das Feld kam. Ali schied nach einem Century über 185 Runs aus 361 Bällen aus und nachdem Rizwan 29* Runs erzielt hatte deklarierte Pakistan das Innings. Die Wickets für Australien erzielten Marnus Labuschagne, Pat Cummins und Nathan Lyon. Australien absolvierte noch ein Over am Ende des Tages und dieser endete so beim Stand von 5/0. Am dritten Tag konnten die Eröffnungs-Batter Usman Khawaja und David Warner eine Partnerschaft über 156 Runs erzielen, bevor Warner nach einem Half-Century über 68 Runs ausschied. Er wurde gefolgt durch Marnus Labuschagne. Khawaja verpasste mit 97 Runs knapp das Century und wurde durch Steve Smith ersetzt. Labuschagne und Smith beendeten den Tag beim Stand von 271/2. Am vierten Tag verlor Labuschagne sein Wicket nach einem Half-Century über 90 Runs. An der Seite von Smith erzielte Cameron Green 48 Runs, bevor Smith nach einem Fifty über 78 Runs sein Wicket verlor. Der Tag endete beim Stand von 449/7. Am fünften Tag erhöhten die verbliebenen Batter erhöhten die Run-Zahl auf 459 Runs und Australien hatte damit einen Rückstand von 17 Runs. Bester Pakistanischer Bowler war Nauman Ali mit 6 Wickets für 107 Runs. Für Pakistan konnten dann Abdullah Shafique und Imam-ul-Haq eine ungeschlagene Partnerschaft über 252* Runs erzielen was zum Remis führte, wobei Shafique ein Century über 136* Runs aus 242 Bällen und Imam-ul-Haq 111 Runs aus 223 Bällen erreichte. Als Spieler des Spiels wurde Imam-ul-Haq ausgezeichnet.

### Zweiter Test in Rawalpindi
| 12. – 16. März Scorecard | Karachi | Pakistan | – | Australien |
|                          |         |          |   |            |

Australien gewann den Münzwurf und entschied sich als Schlagmannschaft zu beginnen. Von den Eröffnungs-Battern konnte sich Usman Khawaja etablieren und an seiner Seite David Warner 36 Runs und Steve Smith ein Fifty über 72 Runs. Der Tag endete beim Stand von 251/3. Am zweiten Tag konnten weiterhin an der Seite von Khawaja Nathan Lyon 38 Runs und Travis Head 23 Runs erreichen, bevor auch Khawaja sein Wicket nach einem Century über 16 Runs aus 369 Bällen verlor. Es folgte Cameron Green mit 28 Runs, bevor Alex Carey und Mitchell Starc eine Partnerschaft über 98 Runs erzielten. Carey schied nach einem Fifty über 93 Runs aus und kurz darauf endete der Tag beim Stand von 505/8. Am dritten Tag verlor Starc nach 28 Runs sein Wicket und Kapitän Pat Cummins mit 34* Runs und Mitchell Swepson mit 15* Runs erhöhten auf 556 Runs für Australien, bevor Cummins das Innings deklarierte. Beste Bowler für Pakistan waren Faheem Ashraf mit 2 Wickets für 55 Runs und Sajid Khan für 2 Wickets für 167 Runs. Pakistan begann mit Abdullah Shafique und Imam-ul-Haq. Shafique schied nach 13 Runs aus und wurde gefolgt durch Azhar Ali. Imam-ul-Haq konnte 20 Runs erreichen, bevor er durch Kapitän Babar Azam ersetzt wurde. Nachdem Ali nach 14 Runs ausschied konnte sich zunächst kein Spieler mehr an die Seite von Azam etablieren. Erst Nauman Ali gelang dies und Azam verlor sein Wicket nach 36 Runs. Das letzte Wicket verlor dann Shaheen Afridi nach 19 Runs, als Ali bei 20* Runs stand und Pakistan einen Rückstand von 408 Runs hatte. Bester Bowler für Australien war Mitchell Starc mit 3 Wickets für 29 Runs. Australien verweigerte das Follow-on und erreichte stattdessen mit Usman Khawaja und Marnus Labuschagne einen Stand von 81/1 am Ende des Tages. Am vierten Tag deklarierte Australien, nachdem Labuschagne nach 44 Runs sein Wicket verlor und auch Khawaja 44* Runs erreicht hatte. Die Vorgabe war zu diesem Zeitpunkt auf 506 Runs gestiegen. Die Wickets für Pakistan erzielten Hasan Ali und Shaheen Afridi. Für Pakistan konnte sich dann Abdullah Shafique etablieren und nachdem zwei Wickets verloren gingen wurde er vom vierten Schlagmann Barbar Azam begleitet. Der Tag endete beim Stand von 192/2. Am fünften Tag endete die Partnerschaft zwischen Azam und Shafique nach 228 Runs, nachdem Shafique nach 96 Runs sein Wicket verlor. Neben Azam konnte sich nun Mohammad Rizwan etablieren. Nach einer weiteren Partnerschaft über 115 Runs schied Azam nach einem Century über 196 Runs aus 425 Bällen aus und Rizwan konnte den Tag ungeschlagen mit einem Century über 104 Runs aus 177 Bällen beenden und so das Remis sichern. Bester australischer Bowler war Nathan Lyon mit 4 Wickets für 112 Runs. Als Spieler des Spiels wurde Barbar Azam ausgezeichnet.

### Dritter Test in Lahore
| 21. – 25. März Scorecard | Lahore | Australien 391 (133.3) & 227-3d (60) | – | Pakistan 268 (116.4) & 235 (92.1) |
|                          |        | Australien gewinnt mit 115 Runs      |   |                                   |

Australien gewann den Münzwurf und entschied sich als Schlagmannschaft zu beginnen. Von den australischen Eröffnungs-Battern konnte sich Usman Khawaja etablieren und zusammen mit Steve Smith eine Partnerschaft über 138 Runs aufbauen. Smith schied nach einem Half-Century über 59 Runs aus und wurde durch Travis Head gefolgt. Daraufhin verlor Khawahja sein Wicket nach einem Fifty über 91 Runs und nachdem Head mit 26 Runs ausschied konnten Cameron Green und Alex Carey zusammen den Tag beim Stand von 232/5 beenden. Am zweiten Tag endete die Partnerschaft zwischen Green und Carey nach 135 Runs als Carey sein Wicket nach 67 Runs verlor. Auch Green schied nach einem Half-Century über 79 Runs aus und die verbliebenen Batter erhöhten die Run-Zahl uf 391 Runs, bis das letzte Wicket fiel. Beste Bowler für Pakistan waren Naseem Shah mit 4 Wickets für 58 Runs uns Shaheen Afridi mit 4 Wickets für 79 Runs. Für Pakistan konnte Eröffnungs-Batter Abdullah Shafique und der dritte Schlagmann Azhar Ali eine Partnerschaft aufbauen die bis zum Ende des Tages und dem Stand von 90/1 reichte. Am dritten Tag endete die Partnerschaft zwischen Shafique und Ali nach 150 Runs als Shafique nach 81 Runs sein Wicket verlor. Ihm folgte Kapitän Barbar Azam und Ali schied nach einem Fifty über 78 Runs aus. An der Seite von Azam konnte Fawad Alam 13 Runs erreichen, jedoch sich kein weiterer Spieler etablieren. Azam verlor sein Wicket nach 67 Runs und das innings endete für Pakistan mit einem Rückstand von 123 Runs. Beste australische Bowler waren Pat Cummins mit 5 Wickets für 56 Runs und Mitchell Starc mit 4 Wickets für 33 Runs. In ihrem zweiten Innings konnte Australien mit Usman Khawaja und David Warner den Tag beim Stand von 11/0 beenden. Am vierten Tag endete die Partnerschaft nach 96 Runs mit dem Ausscheiden von Warner. An der Seite von Khawaja konnte dann Marnus Labuschagne 36 Runs, Steve Smith 17 Runs und Travis Head 11* Runs erreichen, bevor Australien das Innings mit einem Vorgabe von 351 deklarierte. Khawaja hatte bis dahin ein Century über 104* Runs aus 178 Bällen erzielt. Die Pakistanischen Wickets erzielten Shaheen Afridi, Naseem Shah und Nauman Ali. Pakistan eröffnete mit Abdullah Shafique und Imam-ul-Haq, die zusammen den tag beim Stand von 73/0 beendeten. Am fünften Tag verlor kurz nach Beginn Shafique nach 27 Runs sein Wicket. Nachdem Azhar Ali 17 Runs an der Seite von Imam-ul-Haq erreichte folgte Barbar Azam am Schlag. Imam-ul-Haq schied nach einem Half-Century über 70 Runs aus und Sajid Khan war der nächste Spieler der sich etablieren konnte. Azam schied nach 55 Runs aus und Khan kurz darauf nach 21 Runs und von den verbliebenen Battern kmonnte Hasan Ali 13 Runs erreichen, bevor das letzte Wicket fiel. Beste Bowler für Australien waren Nathan Lyon mit 5 Wickets für 83 Runs und Pat Cummins mit 3 Wickets für 23 Runs. Cummins wurde auch als Spieler des Spiels ausgezeichnet.

## One-Day Internationals

### Erstes ODI in Lahore
| 29. März Scorecard | Lahore | Australien 313-7 (50)          | – | Pakistan 225 (45.2) |
|                    |        | Australien gewinnt mit 88 Runs |   |                     |

Pakistan gewann den Münzwurf und entschied sich als Feldmannschaft zu beginnen. Die Eröffnungs-Batter Travis Head und Aaron Finch begannen für Australien mit einer Partnerschaft über 110 Runs. Finch schied nach 23 Runs aus und wurde durch Ben McDermott ersetzt. Nachdem Head nach einem Century über 101 Runs aus 72 Bällen sein Wicket verlor kam Marnus Labuschagne auf das Feld. McDermott schied nach einem Half-Century über 55 Runs aus und Labuschagne konnte 25 Runs erreichen. Daraufhin gelangen Marcus Stoinis 26 Runs, bevor Cameron Green mit 40* Runs das Innings mit einer Vorgabe von 314 Runs beendete. Beste pakistanische Bowler waren Haris Rauf mit 2 Wickets für 44 Runs und Zahid Mahmood mit 2 Wickets für 59 Runs. Für pakistan konnte sich von den Eröffnungs-Battern Imam-ul-Haq etablieren. An seiner Seite erzielten Fakhar Zaman 18 Runs und Kapitän Babar Azam ein Fifty über 57 Runs. Imam-ul-Haq schied nach einem Century über 103 Runs aus 96 Bällen aus, wonach nur noch Khushdil Shah mit 19 Runs eine zweistellige Run-Zahl erbringen konnte und das Innings mit dem Verlust des letzten Wickets im 46. Over endete. Bester australischer Bowler war Adam Zampa mit 4 Wickets für 38 Runs. Als Spieler des Spiels wurde Travis Head ausgezeichnet.

### Zweites ODI in Lahore
| 31. März Scorecard | Lahore | Australien 348-8 (50)          | – | Pakistan 349-4 (49) |
|                    |        | Pakistan gewinnt mit 6 Wickets |   |                     |

Pakistan gewann den Münzwurf und entschied sich als Feldmannschaft zu beginnen. Für Australien konnte Eröffnungs-Batter Travis Head zusammen mit dem dritten Schlagmann Ben McDermott eine Partnerschaft über 162 Runs erzielen, bevor Head nach einem Fifty über 89 Runs sein Wicket verlor. Ihm folgte Marnus Labuschagne, wobei McDermott nach einer Partnerschaft über 79 Runs mit diesem ausschied und selbst ein Century über 104 Runs aus 108 Bällen erreichte. Daraufhin kam Marcus Stoinis auf das Feld und Labuschagne schied nach einem Fifty über 59 Runs aus. Stoinis erreichte dann zusammen mit Sean Abbott das letzte Over in dem Stoinis nach 49 Runs und Abbott nach 28 Runs jeweils ihr Wicket verloren und so die Vorgabe auf 349 Runs erhöhten. Bester pakistanischer Bowler war Shaheen Afridi mit 4 Wickets für 63 Runs. Für Pakistan konnten Eröffnungs-Batter Fakhar Zaman und Imam-ul-Haq eine Partnerschaft über 118 Runs erreichen. Zakam schied nach einem Fifty über 67 Runs aus und wurde durch Kapitän Barbar Azam ersetzt. Es folgte eine Partnerschaft über 111 Runs, bis Imam-ul-Haq nach einem Century über 106 Runs aus 97 Bällen sein Wicket verlor. Es folgte Mohammad Rizwan und Azam gelang ebenfalls ein Century über 114 Runs aus 93 Bällen. Rizwan schied nach 23 Runs aus und Khushdil Shah gelang es dann im vorletzten Over mit seinen 27* Runs die Vorgabe einzuholen. Bester australischer Bowler war Adam Zampa mit 2 Wickets für 71 Runs. Als Spieler des Spiels wurde Barbar Azam ausgezeichnet.

### Drittes ODI in Lahore
| 2. April Scorecard | Lahore | Australien 210 (41.5)          | – | Pakistan 214-1 (37.5) |
|                    |        | Pakistan gewinnt mit 9 Wickets |   |                       |

Pakistan gewann den Münzwurf und entschied sich als Feldmannschaft zu beginnen. Nachdem Australien früh die beiden Eröffnungs-Batter verlor konnte sich Ben McDermott etablieren. Nachdem Marcus Stoinis an seiner Seite 19 Runs erzielte, verlor er sein Wicket kurz darauf nach 36 Runs, nachdem Alex Carey aufs Feld kam. Carey konnte zusammen mit Cameron Green eine Partnerschaft über 81 Runs aufbauen, bevor Green nach 34 Runs ausschied. Carey schied nach einem Fifty über 56 Runs aus und Sean Abbott konnte 49 Runs erreichen, bevor er das letzte Wicket im 42. Over verlor. Beste pakistanische Bowler waren Haris Rauf mit 3 Wickets für 39 Runs und Mohammad Wasim mit 3 Wickets für 40 Runs. Für Pakistan konnte Fakhar Zaman 17 Runs erzielen, bevor Imam-ul-Haq und Kapitän Barbar Azam eine Partnerschaft über 190* Runs aufbauten und die Vorgabe Australiens im 38. Over einholten. Imam-ul-Haq erzielte dabei 89 Runs und Azam ein Century über 105 Runs aus 115 Bällen. Das Wicket für Australien erzielte Nathan Ellis. Als Spieler des Spiels wurde Barbar Azam ausgezeichnet.

## Twenty20 International in Lahore
| 5. April Scorecard | Lahore | Pakistan 162-8 (20)              | – | Australien 163-7 (19.1) |
|                    |        | Australien gewinnt mit 3 Wickets |   |                         |

Australien gewann den Münzwurf und entschied sich als Feldmannschaft zu beginnen. Für Pakistan konnten die Eröffnungs-Batter Mohammad Riswan und Barbar Azam eine Partnerschaft über 67 Runs erreichen. Nachdem Rizwan nach 23 Runs ausschied und Iftikhar Ahmed 13 Runs erreichte, kam Khushdil Shah auf das Feld. Azam verlor sein Wicket nach einem Half-Century über 66 Runs und Shah seines nach 24. Die verbliebenen Batter erhöhten die Vorgabe für Australien auf 163 Runs. Bester Bowler für Australien war Nathan Ellis mit 4 Wickets für 28 Runs. Von den australischen Eröffnungs-Battern konnte sich Kapitän Aaron Finch etablieren und an seiner Seite Travis Head 26 Runs, Josh Inglis 24 Runs und Marcus Stoinis 23 Runs erreichen. In der Partnerschaft mit Ben McDermott verlor Finch nach einem Fifty über 55 Runs sein Wicket und McDermott konnte anschließend die Vorgabe im letzten Over nach 22 eigenen Runs einholen. Beste Bowler für Pakistan mit jeweils 2 Wickets waren Shaheen Afridi für 21 Runs, Mohammad Wasim für 30 Runs und Usman Qadir für 33 Runs. Als Spieler des Spiels wurde Aaron Finch ausgezeichnet.

## Auszeichnungen

### Player of the Series
Als Player of the Series wurden der folgende Spieler ausgezeichnet.
| Serie   | Player of the Series |
| ------- | -------------------- |
| Test    | Usman Khawaja        |
| ODI     | Barbar Azam          |
| Tweny20 | –                    |

### Player of the Match
Als Player of the Match wurden die folgenden Spieler ausgezeichnet.
| Spiel       | Player of the Match |
| ----------- | ------------------- |
| 1. Test     | Imam-ul-Haq         |
| 2. Test     | Barbar Azam         |
| 3. Test     | Pat Cummins         |
| 1. ODI      | Travis Head         |
| 2. ODI      | Barbar Azam         |
| 3. ODI      | Barbar Azam         |
| 1. Twenty20 | Aaron Finch         |